# Crkva sv. Ivana Krstitelja u Travniku
Crkva sv. Ivana Krstitelja, rimokatolička je crkva u Travniku. Današnja je župna crkva župe Ivana Krstitelja u Travniku. 

## Povijest
Župa Travnik spominje se još 1623. godine, a obnovljena je 1879. godine. Godine 1881. godine, započela je izgradnja nove župne crkve koja je u tom trenutku zamišljena dvostruko veća nego što je i izgrađena. Unatoč planovima, projekt župne crkve je smanjen. Dovršena je šest godina kasnije, 1887. godine, a posvetio ju je tadašnji vrhbosanski nadbiskup Josip Stadler 15. srpnja 1888. godine na čast sv. Ivana Krstitelja.
Upravo je u ovoj crkvi sv. Ivana Krstitelja u Travniku 9. studenog 1892. kršten bosanskohercegovački nobelovac, književnik Ivo Andrić, a njegova bista danas se nalazi u dvorištu ispred župne crkve.

## Vanjske poveznice
- Veliki broj vjernika u našem gradu: Proslavljen patron župe sv. Ivana Krstitelja u Travniku